# Blue Pearl
I Blue Pearl sono stati un duo musicale EDM inglese.

## Storia del gruppo
La cantante Durga McBroom, celebre per le sue collaborazioni con i Pink Floyd, e l'ex bassista dei Killing Joke Martin Glover formarono i Blue Pearl nel 1990. Nello stesso anno uscì il loro unico album Naked, contenente diversi loro singoli. La traccia più nota del duo, Naked in the Rain, entrò nella Top 5 nel Regno Unito e negli Stati Uniti. Il duo si sciolse negli anni novanta.

## Formazione
- Durga McBroom – voce
- Youth – produzione

## Discografia

### Album in studio
- 1990 – Naked

### Singoli
- 1990 – Naked in the Rain
- 1990 – Little Brother
- 1991 – Alive
- 1991 – (Can You) Feel the Passion
- 1992 – Mother Dawn
- 1993 – Fire of Love (con Jungle High)
- 1998 – Naked in the Rain '98